# Psilocephala vittigera
Psilocephala vittigera är en tvåvingeart som först beskrevs av Christian Rudolph Wilhelm Wiedemann 1828.  Psilocephala vittigera ingår i släktet Psilocephala och familjen stilettflugor. Inga underarter finns listade i Catalogue of Life.